# Norbert Schiller (Biathlet)
Norbert Schiller (* 27. September 1984) ist ein deutscher Biathlet.
Norbert Schiller begann im Alter von elf Jahren mit dem Biathlonsport im Wintersportverein seiner Heimatgemeinde Eppenschlag. Nach ersten Erfolgen wechselte er auf das Berchtesgadener Skigymnasium und von dort nach seinem Realschulabschluss zum Zoll Ski Team nach Mittenwald. In dieser Zeit konnte er auch den ersten Sieg im Junioren-Europacup (Verfolgung 2003 in Geilo) erzielen und war im Winter 2003/04 und 2004/05 häufig im oberen Teil der Siegerlisten vertreten, allerdings war er bei Juniorenweltmeisterschaften nur mit den Staffeln erfolgreich. Erst in der Europacupsaison 2006/07 gelangen ihm auch Einzelerfolge und er konnte sich trotz wechselhafter Leistungen nach insgesamt vier Siegen in diesem Winter sowohl die Trophäe des Gesamtsiegers als auch die in der Verfolgungswertung sichern. Diese Erfolge führten zur Einstufung in die Leistungsgruppe 1b des deutschen Biathlon-Nationalteams. In der Saison 2009/10 versucht er sich für Weltcupeinsätze zu qualifizieren und arbeitet auf die Weltmeisterschaft 2012 hin.